# Gmina Crnac
Gmina Crnac (chorw. Općina Crnac) – gmina w Chorwacji, w żupanii virowiticko-podrawskiej. W 2011 roku liczyła 1456 mieszkańców.

## Miejscowości
Miejscowości wchodzące w skład gminy Crnac:
- Breštanovci
- Crnac
- Krivaja Pustara
- Mali Rastovac
- Milanovac
- Novo Petrovo Polje
- Staro Petrovo Polje
- Suha Mlaka
- Veliki Rastovac
- Žabnjača